# Ibiza (película)
Ibiza (más tarde renombrada Ibiza: Love Drunk) es una película estadounidense de comedia romántica dirigida por Alex Richanbach, a partir de un guion de Lauryn Kahn. Está protagonizada por Gillian Jacobs, Vanessa Bayer, Phoebe Robinson y Richard Madden. Fue estrenada el 25 de mayo de 2018, en Netflix.

## Reparto
- Gillian Jacobs como Harper.
- Vanessa Bayer como Nikki.
- Phoebe Robinson como Leah.
- Richard Madden como Leo West.
- Michaela Watkins como Sarah.
- Félix Gómez Hernández como Diego.
- Jordi Mollá como Hernando.
- Anjela Nedyalkova como Claudia.
- Augustus Prew como Millas.
- Anthony Galés como Pedro.
- Humphrey Ker como James.
- Miguel Ángel Silvestre como Manny.
- Marina Salas como Nina.

## Producción
En abril de 2014, Sony Pictures adquirió una guion de comedia escrito por Lauryn Kahn, con Alex Richanbach elegido como director. Will Ferrell, Adam McKay, y Kevin Messick serían los productores a través de Gary Sanchez Productions. En junio de 2017, Gillian Jacobs, Vanessa Bayer y Phoebe Robinson se unieron al elenco de la película, con Netflix en la producción y distribución en lugar de Sony. Nathan Kahane, Joe Drake, y Erin Westerman serían los productores a través de Good Universe. En agosto de 2017, Richard Madden se unió al reparto de la película.
El rodaje comenzó el 5 de septiembre de 2017. La película fue rodada en su mayoría en Croacia y Serbia. Split y Zrće en Croacia tomaron el lugar de Barcelona, mientras que la mayoría de las escenas en Ibiza fueron filmadas en Krk, Croacia.

## Posible demanda
Los cineastas buscaron la cooperación con el gobierno local de Ibiza, pero la película fue rechazada por el Consejo Insular de Ibiza y la película fue finalmente filmada en Croacia. Según se informa, las autoridades de la isla de Ibiza están preparando una demanda contra Netflix por abusar de la marca Ibiza y por representar supuestamente una imagen estereotipada y desfavorable de la isla.